# ケネドゥグ県
ケネドゥグ県(フランス語：Kénédougou)はブルキナファソの上流域地方の県。
2006年の人口は約28.3万人。

県都はオロダラ。

## 行政区画
- ジグエラ（英語版）
- コロコ（英語版）
- クリグノン（英語版）

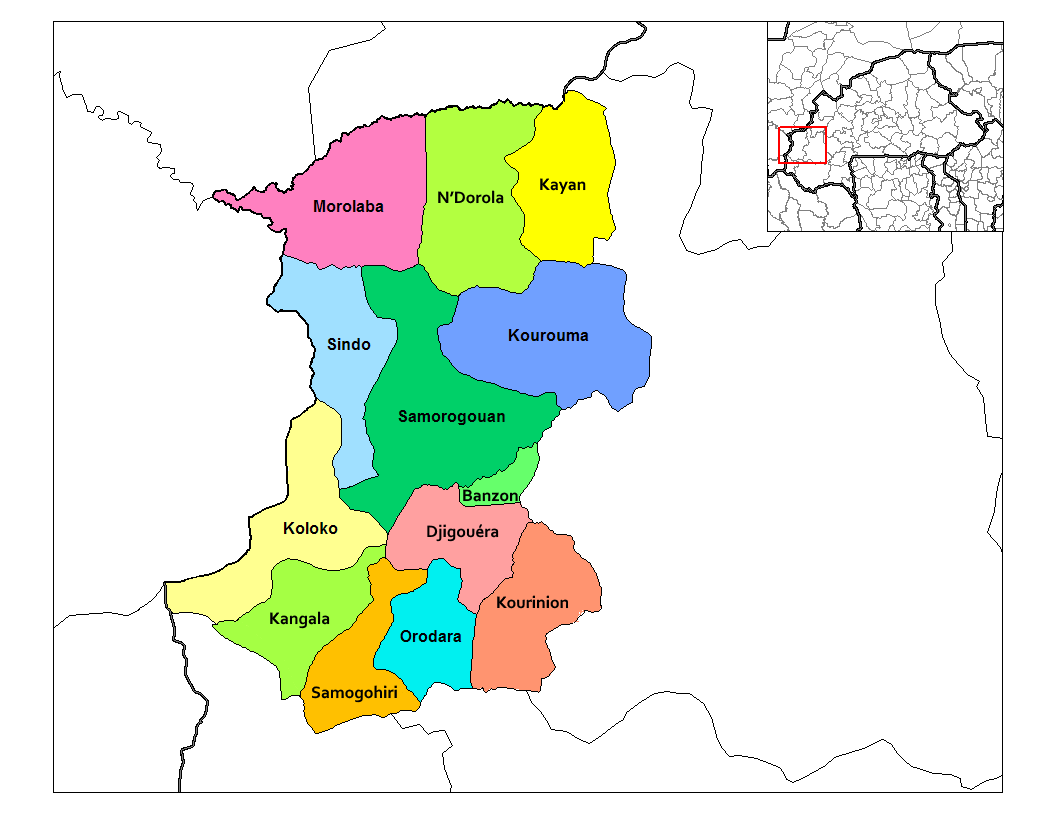
ケネドゥグ県の郡

- クルマ (ブルキナファソ)（英語版）
- モロラバ（英語版）
- ドロラ（英語版）
- オロダラ（英語版）
- サモゴイリー（英語版）
- サモログアン（英語版）
- シオンドゥー（英語版）

## 地理
- 西～北：マリ
- 東：フエ県
- 南東：コモエ県
- 南：レラバ県